# Kapel Zelder

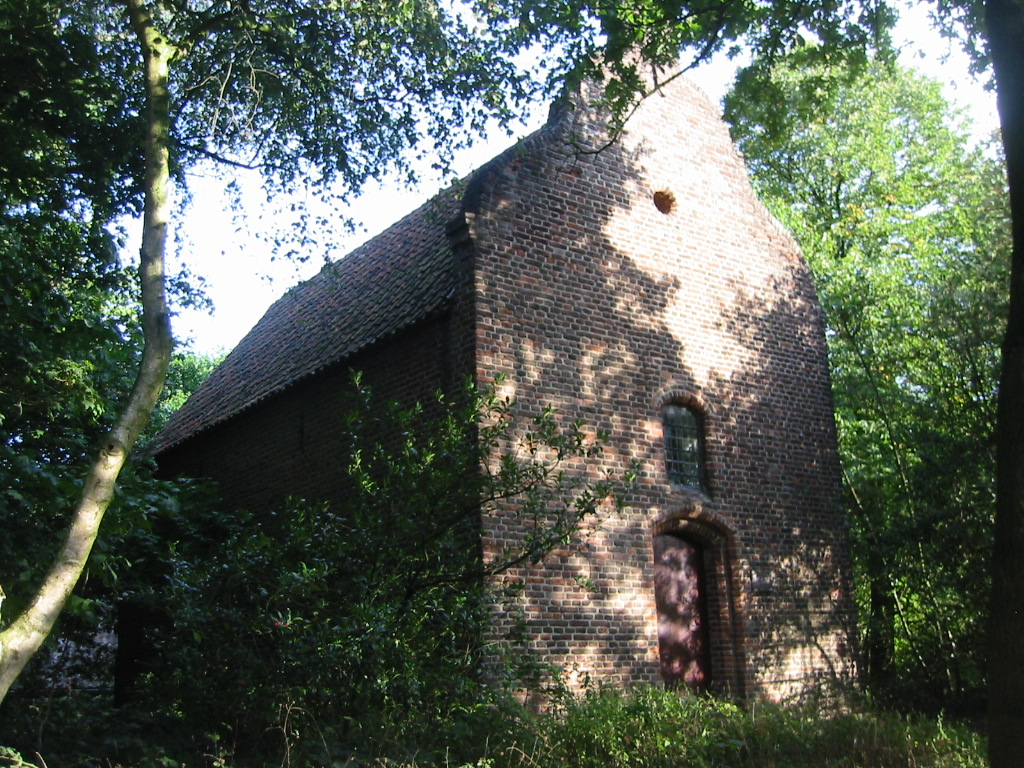
Kapel Zelder

De kapel van Landgoed Zelder is een kapel in buurtschap Zelder bij Ven-Zelderheide in de Nederlands Noord-Limburgse gemeente Gennep. De kapel staat midden tussen de bebouwing van het landgoed.
De kapel was gewijd aan Sint-Antonius Abt.

## Geschiedenis
Omstreeks 1600 werd de kapel gebouwd door Raba van Pallant en Johan Wilhelm van Wachtendonk.
In de periode 1635 tot 1663 werd het gebouw gebruikt als hervormde kerk.
Rond 1940 werd de kapel gebruikt als schuur.
In 1956 werd de kapel gerestaureerd.
Op 11 februari 1969 werd de kapel ingeschreven in het rijksmonumentenregister.
In 1978 werd de kapel opnieuw gerestaureerd.

## Bouwwerk
De bakstenen kapel is opgetrokken op een rechthoekig plattegrond met een driezijdige sluiting. De frontgevel heeft bovenaan een gezwenkte vorm. De in de frontgevel aangebrachte ingang heeft een segmentboog en is afgesloten met een houten deur. Boven de ingang bevindt zich een venster onder een segmentboog.